# Лекит
Лекит (грч. Λήκυθος) јест облик старогрчке керамичких посуда, који спада у групу сликаних ваза мањих димензија. Лекити су служили за чување течних мириса и других течности, које су имале сепулкралну намену. Слични лекитима су и арибали.
Лекити с црним фигурама током 6. века п. н. е. нису имали фунерални карактер, већ су служили као посуде за чување уља и мириса. Средином 5. века јављају се бели лекити, код којих је бело обојена површина украшена танким црним или мрким линијама.

## Бели лекити
Намењени су култу покојника и представљају атички обичај. Ако су нађени у гробовима ван Атике, указују на колонисте или емигранте. 
Превлака код ових судова је бела и покрива трбух вазе. Врат, дршка и стопа превучени су црним фирнисом.
На најстаријим посудама орнамент је скроман; најчешће је представљена једна фигура у сцени из свакодневног живота. С временом се појављују сцене везане за покојника. Приказује се Хермес који одводи душе, Харон који чамцем превози покојнике.
На лекитима из млађег периода фигуре имају изражене емоције.
Сматра се да је врхунац у изради достигнут у трећој четвртини 5. века. п. н. е. Најлепши примерци везују се за сликара Ахила.